# San Francisco (Södra Leyte)
San Francisco (Bayan ng San Francisco) är en kommun i Filippinerna. Kommunen ligger på ön Leyte, och tillhör provinsen Södra Leyte. Folkmängden uppgår till 10 869 invånare.

## Barangayer
San Francisco är indelat i 22 barangayer.
| - Anislagon - Bongbong - Central (Pob.) - Dakit (Pob.) - Habay - Marayag - Napantao - Pinamudlan - Santa Paz Norte - Santa Paz Sur - Sudmon | - Tinaan - Tuno - Ubos (Pob.) - Bongawisan - Causi - Gabi - Cahayag - Malico - Pasanon - Punta - Santa Cruz |